# Hans-Josef Becker
Hans-Josef Becker, né le 8 juin 1948 à Warstein (Rhénanie-du-Nord-Westphalie, Allemagne), est un prélat catholique allemand, archevêque de Paderborn de 2003 à 2022.

## Biographie
Hans-Josef Becker obtient d'abord un diplôme d'enseignement puis étudie la théologie catholique et la philosophie à Paderborn et Munich. Le 11 juin 1977, il est ordonné prêtre par Mgr Johannes Joachim Degenhardt. De 1979 à 1995, il travaille comme aumônier à Minden, Paderborn et Lippstadt. Au cours des quatre années suivantes, le P. Becker dirige le personnel pastoral et devient vicaire général de l'archevêque de Paderborn.
En 1999, il est nommé évêque titulaire de Vina (de) et évêque auxiliaire de Paderborn par le pape Jean-Paul II. Le 23 janvier 2000, il reçoit la consécration épiscopale des mains du cardinal Johannes Joachim Degenhardt ; ses co-consécrateurs sont alors Mgrs Heinz Josef Algermissen et Reinhard Marx.
Après la mort du cardinal Degenhardt en 2002, Mgr Becker sert pendant un peu plus d'un an comme administrateur diocésain de l'archidiocèse de Paderborn, puis, le 3 juillet 2003, Jean-Paul II le nomme archevêque de Paderborn, et l'inauguration a eu lieu le 28 septembre 2003.
En 2005, il est investi dans l'Ordre équestre du Saint-Sépulcre de Jérusalem.
Depuis 2006, Mgr Becker occupe la charge de président de la Commission de l'éducation et de l'école de la Conférence épiscopale allemande ainsi que celle de  vice-président de la Commission du journalisme depuis 2008.
En juillet 2012, l'archevêque Becker est nommé, par le cardinal Kurt Koch, co-présidents de la Commission du dialogue de l'Église catholique.

## Succession apostolique
Hans-Josef Becker a ordonné les évêques suivants :
- Évêque Manfred Grothe (2004)
- Évêque Matthias König (2004)
- Évêque Hubert Berenbrinker (2008)
- Évêque Dominicus (Michael) Meier, O.S.B. (2015)
- Évêque Josef Holtkotte (de) (2021)